# 37a Mostra Internacional de Cinema de Venècia
La 37a Mostra Internacional de Cinema de Venècia es va celebrar entre el 28 d'agost al 8 de setembre de 1980.

## Jurat
El jurat de la Mostra de 1980 era format per:
- Suso Cecchi d'Amico (Itàlia) (president)
- Youssef Chahine (Egipte)
- Michel Ciment (França)
- Umberto Eco (Itàlia)
- Gillo Pontecorvo (Itàlia)
- Andrew Sarris (EUA)
- George Stevens, Jr. (EUA)
- Margarethe von Trotta (Alemanya Occidental)

## Pel·lícules en competició
| Títol original                 | Director(s)           | País de producció |
| ------------------------------ | --------------------- | ----------------- |
| A Idade da Terra               | Glauber Rocha         | Brasil            |
| O Megalèxandros                | Theo Angelopoulos     | Grècia            |
| Atlantic City                  | Louis Malle           | Canadà            |
| Voltati Eugenio                | Luigi Comencini       | Itàlia            |
| Gloria                         | John Cassavetes       | Estats Units      |
| Going in Style                 | Martin Brest          | Estats Units      |
| The Human Factor               | Otto Preminger        | Regne Unit        |
| La petite sirène               | Roger Andrieux        | França            |
| Al-ayyam al-tawila             | Tewfik Saleh          | Iraq              |
| Melvin and Howard              | Jonathan Demme        | Estats Units      |
| Phobia                         | John Huston           | Canadà            |
| Richard's Things               | Anthony Harvey        | Regne Unit        |
| Rasskaz o neisvestnom čeloveke | Vitautas Zalakevicius | Unió Soviètica    |
| Deux lions au soleil           | Claude Faraldo        | França            |

## Officina veneziana
- Les enfants du vent de Brahim Tsakis
- Megáll az idö de Péter Gothár
- Ópera prima de Fernando Trueba
- Bxala de Pedro Vasconcelos
- Lásky mezi kapkami deste de Karel Kachyna
- Petrijin venac de Srdjan Karanovic
- Uomini e no de Valentino Orsini
- L'altra donna de Peter Del Monte
- La ragazza di via Mille lire de Gianni Serra
- Masoch de Franco Brogi Taviani
- Les nouveaux romantiques de Mohamed Benayat
- C'est la vie de Paul Vecchiali
- Guns de Robert Kramer
- Der Aufstand de Peter Lilienthal
- Lena Rais de Christian Rischert
- La repetition generale de Werner Schroeter
- Charlotte de Frans Weisz
- Pilgrim, Farewell de Michael Roemer

## Pel·lícules fora de competició
- The Empire Strikes Back d'Irvin Kershner
- The Black Stallion de Carroll Ballard
- Lightning Over Water de Wim Wenders
- Loulou de Maurice Pialat
- Mon oncle d'Amérique d'Alain Resnais
- Premier pas de Mohamed Bouamari

## Premis
- Lleó d'or: Atlantic City de Louis Malle i Gloria de John Cassavetes (ex aequo)
- Premi Pasinetti:
  - Millor actor: George Burns, Art Carney, e Lee Strasberg per Going in Style de Martin Brest (ex aequo)
  - Millor actriu: Liv Ullmann per Richard's Things

El director Glauber Rocha, entrevistat per la RAI l'endemà de l'assignació del Lleó d'or, va afirmar que havia estat exclòs del premi i va presentar una clamorosa protesta contra la direcció del festival i contra el jurat, presidit per l'escenògrafa Suso Cecchi d'Amico.
Menció especial del jurat:
- Spasatel de Sergei Solòviov
- L'altra donna de Peter Del Monte
- Guns de Robert Kramer
- Lena Rais de Christian Rischert